# Chviča Kvaracchelija
Chviča Kvaracchelija (gruzínsky: ხვიჩა კვარაცხელია, anglickou transkripcí: Khvicha Kvaratskhelia; * 12. února 2001, Tbilisi, Gruzie), známý i pod přezdívkou Kvaradona, je gruzínský profesionální fotbalista hrající na pozici křídla za francouzský klub Paris Saint-Germain FC a gruzínskou reprezentaci.

## Klubová kariéra
Kvaracchelija si prošel mládežnickými týmy Dinama Tbilisi a v roce 2017 zahájil seniorskou kariéru v tomto klubu, o rok později přestoupil do Rustavi.
V roce 2018 ho zařadil deník The Guardian mezi 60 nejlepších mladých hráčů na světě.
Dne 15. února 2019 se Kvara připojil v rámci hostování do klubu ruské Premier Ligy Lokomotiv Moskva. 10. března debutoval v lize jako náhradník v 86. minutě za Jeffersona Farfána proti dnes již neexistujícímu týmu Anži Machačkala. 1. července Lokomotiv oznámil, že Kvaracchelija po vypršení hostování klub opustil, načež manažer Lokomotivu Moskva Jurij Semin prohlásil, že je velmi zklamaný poté, co se s Chvičou nedohodl na trvalém přestupu, neboť ho Semin považoval za mimořádně talentovaného.

### Rubin Kazaň
Dne 6. července 2019 podepsal Kvaracchelia pětiletou smlouvu s Rubinem Kazaň. 15. července odehrál první zápas proti svému bývalému klubu Lokomotivu, když nastoupil jako střídající hráč ve druhém poločase a vstřelil vyrovnávací gól na 1:1. Chviča byl fanoušky Rubinu na oficiálních stránkách klubu vyhlášen nejlepším hráčem zápasu.
Celkově byl jeho nákup několika ruskými médii označen za hlavní přestupový úspěch Rubinu, který mezi červnem 2019 a červnem 2020 zaznamenal pětinásobné zvýšení hráčovy tržní hodnoty během jediné sezóny. Na základě hlasování příznivců Rubinu získal Kvaracchelija čtyřikrát nominaci na hráče měsíce v sezóně 2020/21, a to za srpen, září, říjen a duben.
Na začátku roku 2021 zveřejnil deník L'Equipe seznam 50 nejlepších hráčů narozených v 21. století, do kterého byl Kvaracchelija zařazen jako jediný hráč ruské ligy.

### Dinamo Batumi
Dne 7. března 2022 FIFA oznámila, že kvůli ruské invazi na Ukrajinu mohou zahraniční hráči v Rusku jednostranně pozastavit své smlouvy až do 30. června a do stejného data mohli podepsat smlouvy s kluby mimo Rusko. 24. března 2022 Rubin Kazaň oznámil, že Kvaracchelija pozastavil smlouvu a ve stejný den přestoupil do gruzínského Dinama Batumi.
Kvara nastoupil v dresu Dinama Batumi k 11 ligovým zápasům, ve kterých osmkrát skóroval a připsal si k tomu ještě dvě asistence. Erovnuli Liga, tedy liga kde působil, ho vyhlásila nejlepším hráčem druhé poloviny sezóny, které se shodovalo s obdobím mezi dubnem a červencem.

### Neapol
Dne 1. července 2022 Neapol hrající nejvyšší italskou ligu Serii A, potvrdila podpis smlouvy s Kvaraccheliou do roku 2027 z Dinama Batumi za údajnou částku 10 až 12 milionů eur. 14. července si odbyl neoficiální debut za klub v přátelském utkání proti klubu italskému Eccellenza Anaune Val di Non. Byl to povedený debut, vstřelil dva góly a připsal si asistenci.
Ovšem oficiální debut za klub si Chviča odbyl až 15. srpna v prvním kole Serie A proti Hellasu Verona; a i v tom oficiální debutu zářil, skóroval a asistoval u vítězství 5:2. V následujícím kole, 21. srpna proti Monze, skóroval dokonce dvakrát, a pomohl k výhře týmu z Kampánie 4:0. Po těchto zápasech se dostal do čela tabulky nejlepších střelců Serie A a stal se prvním hráčem v historii Neapole, který vstřelil tři góly ve svých dvou prvních úvodních ligových zápasech. Kromě toho byl v srpnu 2022 vyhlášen hráčem měsíce Serie A. Jeho počáteční forma v klubu vedla k tomu, že dostal přezdívku „Kvaradona“, podle zesnulé nejen klubové legendy Diega Maradony.
Dne 4. října 2022 vstřelil svůj první gól v Lize mistrů při venkovní výhře 6:1 nad Ajaxem.

## Reprezentační kariéra
Kvaracchelia debutoval za gruzínskou reprezentaci 7. června 2019 jako střídající hráč v kvalifikačním utkání na Euro 2020 proti Gibraltaru. 14. října 2020 vstřelil svůj první gól za věkově neomezenou reprezentaci při remíze 1:1 v Lize národů UEFA se Severní Makedonií. 28. března 2021 se Kvara trefil proti Španělsku a o tři dny později přidal další gól proti Řecku. 11. listopadu 2021 zařídil svými dvěma góly senzační výhru Gruzie nad Švédskem.
V létě příštího roku skóroval třikrát při čtyřech červnových zápasech Ligy národů 2022/23 a ve dvou nominacích na nejlepšího hráče této soutěže se umístil na prvním místě, včetně celkového hodnocení. ve zbývajících dvou podzimních zápasech přidal Chviča další dva góly, čímž se stal nejproduktivnějším gruzínským hráčem v této soutěži. Whoscored.com ho v červnu i v září zařadil do nejlepší jedenáctky a udělil mu nejvyšší sezónní bodové hodnocení (8,2) mezi hráči týmů Ligy C.

## Mimo hřiště
Je synem bývalého fotbalisty Badriho Kvaracchelija, který hrál za ázerbájdžánskou fotbalovou reprezentaci. Má dva bratry a jeho mladší bratr Tornike (nar. 2010) se také věnuje fotbalu.

## Statistiky
aktuální k 8. říjnu 2022
| ónyo ub           | Sezóna  | Liga               | Liga   | Liga | Domácí poháry | Domácí poháry | Evropské poháry                | Evropské poháry | Evropské poháry | Ostatní | Ostatní | Ostatní | Celkem | Celkem |
| ónyo ub           | Sezóna  | Liga               | Zápasy | Góly | Zápasy        | Góly          | Soutěž                         | Zápasy          | Góly            | Soutěže | Zápasy  | Góly    | Zápasy | Góly   |
| ----------------- | ------- | ------------------ | ------ | ---- | ------------- | ------------- | ------------------------------ | --------------- | --------------- | ------- | ------- | ------- | ------ | ------ |
| Dinamo Tbilisi    | 2017    | Erovnuli Liga      | 4      | 1    | 1             | 0             | —                              | —               | —               | —       | —       | —       | 5      | 1      |
| Rustavi           | 2018    | Erovnuli Liga      | 18     | 3    | 0             | 0             | –                              | –               | –               | —       | —       | —       | 18     | 3      |
| Lokomotiva Moskva | 2018/19 | Ruská Premier Liga | 7      | 1    | 3             | 0             | —                              | —               | —               | —       | —       | —       | 10     | 1      |
| Rubin Kazaň       | 2019/20 | Ruská Premier Liga | 27     | 3    | 1             | 0             | —                              | —               | —               | —       | —       | —       | 28     | 3      |
| Rubin Kazaň       | 2020/21 | Ruská Premier Liga | 23     | 4    | 0             | 0             | —                              | —               | —               | —       | —       | —       | 23     | 4      |
| Rubin Kazaň       | 2021/22 | Ruská Premier Liga | 19     | 2    | 1             | 0             | Evropská konferenční liga UEFA | 2               | 0               | —       | —       | —       | 22     | 2      |
| Rubin Kazaň       | Celkem  | Celkem             | 69     | 9    | 2             | 0             |                                | 2               | 0               |         | 0       | 0       | 73     | 9      |
| Dinamo Batumi     | 2022    | Erovnuli Liga      | 11     | 8    | —             | —             | —                              | —               | —               | —       | —       | —       | 11     | 8      |
| Neapol            | 2022/23 | Serie A            | 8      | 5    | 0             | 0             | Liga mistrů UEFA               | 3               | 1               | —       | —       | —       | 11     | 6      |
| Celkem            | Celkem  | Celkem             | 117    | 27   | 6             | 0             |                                | 5               | 1               |         | 0       | 0       | 128    | 28     |

### Reprezentační
| Národní tým | Rok   | Zápasy | Góly |
| ----------- | ----- | ------ | ---- |
| Gruzie      | 2019  | 1      | 0    |
| Gruzie      | 2020  | 4      | 1    |
| Gruzie      | 2021  | 7      | 4    |
| Gruzie      | 2022  | 7      | 5    |
| Total       | Total | 19     | 10   |

Nejprve uveden počet gólů Gruzie, sloupec skóre označuje skóre po každém gólu Kvaracchhelije.
| Gól č. | Datum              | Stadion                                                      | Soupeř            | Skóre | Výsledek | Soutěž                                |
| ------ | ------------------ | ------------------------------------------------------------ | ----------------- | ----- | -------- | ------------------------------------- |
| 1.     | 14. října 2020     | Národní aréna Toše Proeski, Skopje, Severní Makedonie        | Severní Makedonie | 1:0   | 1:1      | Liga národů UEFA 2020/21 – Liga C     |
| 2.     | 28. března 2021    | Národní Dinamo aréna Borise Paičadzeho, Tbilisi, Gruzie      | Španělsko         | 1:0   | 1:2      | Kvalifikace na Mistrovství světa 2022 |
| 3.     | 31. března 2021    | Stadion Toumba, Soluň, Řecko                                 | Řecko             | 1:1   | 1:1      | Kvalifikace na Mistrovství světa 2022 |
| 4.     | 11. listopadu 2021 | Aranjabet Arena, Batumi, Gruzie                              | Švédsko           | 1:0   | 2:0      | Kvalifikace na Mistrovství světa 2022 |
| 5.     | 11. listopadu 2021 | Aranjabet Arena, Batumi, Gruzie                              | Švédsko           | 2:0   | 2:0      | Kvalifikace na Mistrovství světa 2022 |
| 6.     | 2. června 2022     | Národní Dinamo Aréna Borise Paičadzeho, Tbilisi, Gruzie      | Gibraltar         | 1:0   | 4:0      | Liga národů UEFA 2022/23 – Liga C     |
| 7.     | 5. června 2022     | Huvepharma Aréna, Razgrad, Bulharsko                         | Bulharsko         | 4:1   | 5:2      | Liga národů UEFA 2022/23 – Liga C     |
| 8.     | 9. června 2022     | Národní stadion Borise Paičadzeho, Skopje, Severní Makedonie | Severní Makedonie | 2:0   | 3:0      | Liga národů UEFA 2022/23 – Liga C     |
| 9.     | 23. září 2022      | Národní Dinamo Aréna Borise Paičadzeho, Tbilisi, Gruzie      | Severní Makedonie | 2:0   | 2:0      | Liga národů UEFA 2022/23 – Liga C     |
| 10.    | 26. září 2022      | Victoria Stadium, Gibraltar                                  | Gibraltar         | 1:0   | 2:1      | Liga národů UEFA 2022/23 – Liga C     |

## Úspěchy

### Klubové
Lokomotiva Moskva
- Ruský fotbalový pohár: 2018/19

SSC Neapol
- Serie A: 2022/23,2024/25

### Individuální
- Nejlepší mladý hráč Ruské Premier Ligy: 2020, 2021
- Nejlepší gruzínský fotbalista: 2020, 2021
- Hráč měsíce srpen Serie A